# Agriculture en Ukraine

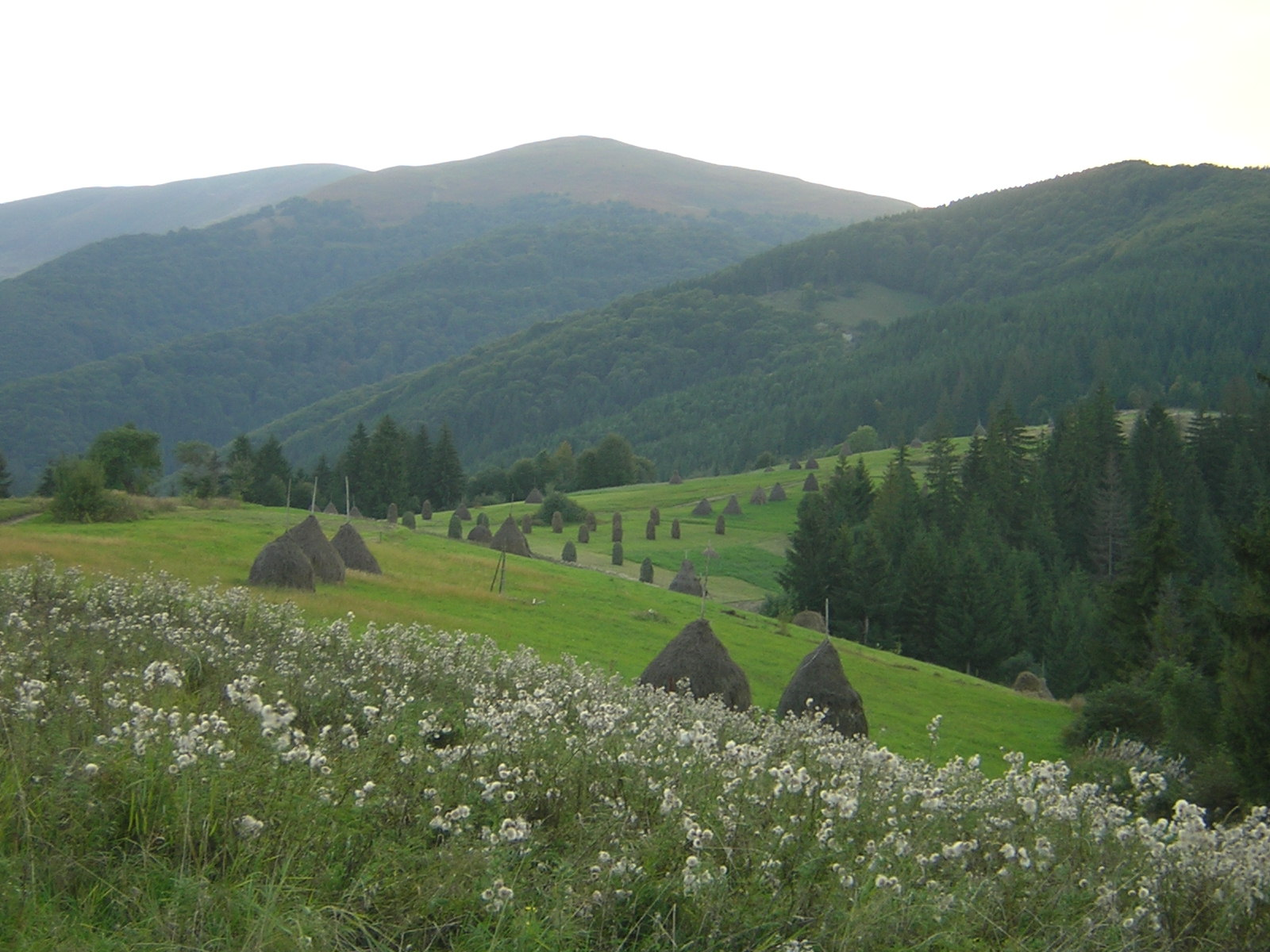
Récolte du foin dans l'oblast de Transcarpatie.

Le secteur de l'agriculture en Ukraine emploie, en 2006, 9,4 % de la population active soit 3,8 millions de personnes et représente environ 8,7 % du PIB, l'industrie agroalimentaire en représente, quant à elle, 8 % et le total des industries liées à l'agriculture 20 %. Le pays est recouvert à 57,6 % de terres arables en 2005, soit environ 35 millions d’hectares dont près de 2 454 000 sont irrigués. La SAU totale est de 42 millions d'ha. 
L'agriculture de l'Ukraine est un des seuls secteurs exportateurs du pays, les principales productions ukrainiennes sont le blé, l'orge, la betterave et la pomme de terre. Les cultures plus secondaires mais présentes de manière importante sur son territoire sont le soja, les fruits et les légumes, le lin, le maïs et le tournesol. La viticulture est présente dans le pays à travers essentiellement la production de vins en Crimée. Le pays possède aussi un important cheptel bovin et porcin. 
C'est ainsi que l'Ukraine a été longtemps et pendant toute l'époque soviétique connu comme le grenier à blé de l'Europe orientale.

## Histoire

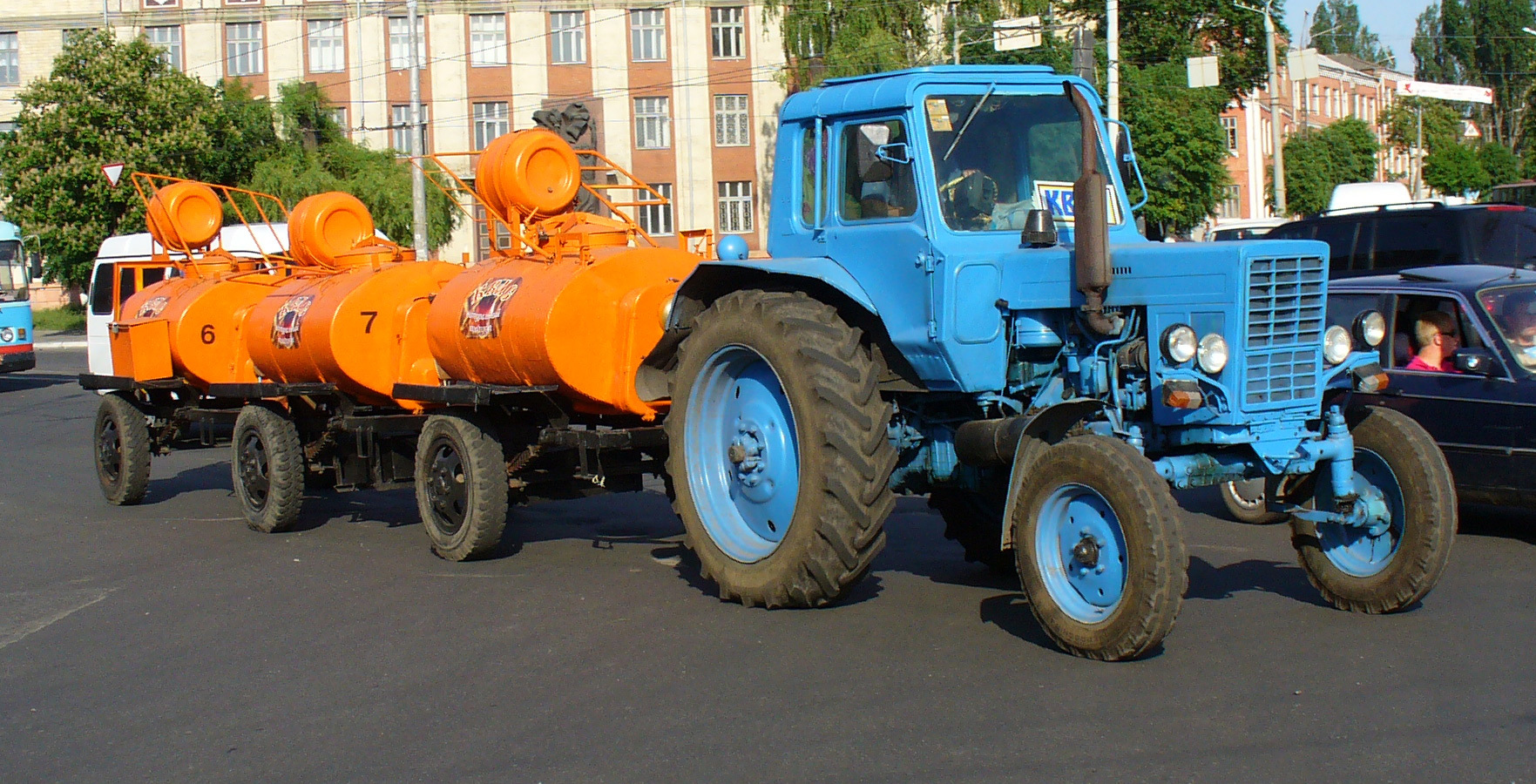
Tracteur transportant du Kvas dans la ville de Vinnytsia.

### Ère soviétique
Le pays a connu une collectivisation de ses terres durant les années 1930, cette collectivisation servit ensuite de modèle pour le développement de l'agriculture au Kazakhstan et en Sibérie méridionale pendant la campagne des terres vierges.
Durant la période soviétique, la production fut partagée, entre les sovkhozes, kolkhozes et les lopins de terres. 

### Indépendance
Après l'indépendance de l'Ukraine, la production agricole a fortement chuté de plus de 50 % en passant de 19 % du PIB en 1990 à moins de 14 % en 1999, année qui constitua le plus fort de la crise économique dans la région. Entre 1990 et 1995, la production céréalière diminua ainsi de 40 %, ce qui ne permit pas au pays d'exporter des céréales.
Cette chute de la production a été le plus souvent expliquée par une mauvaise politique agricole et commerciale et une attitude attentiste en matière de privatisation des terres, qui aurait empêché la production de se reconvertir vers des structures plus flexibles et plus ouvertes aux capitaux étrangers et locaux. Si la privatisation des terres commença en 1992, ce fut en 1996 que la constitution mentionna la propriété privée comme un droit. Un moratoire sur les ventes de terres a été cependant édicté par le parlement pour 6 ans, ce qui permit aux sovkhozes et kolkhozes de louer de manière massive les terres et de se maintenir. C'est ainsi qu'il faut attendre 1999 pour que la privatisation et la restructuration du foncier agraire commencent, et que les terres qui furent transférées aux salariés des exploitations puissent être cessibles. Ainsi en 2000, la distribution des terres des sovkhozes et kolkhozes, qui fut mise en place en faveur des salariés et des retraités de ces entreprises permit à plus de 6,2 millions d'être propriétaires de terres agricoles.

## Structure

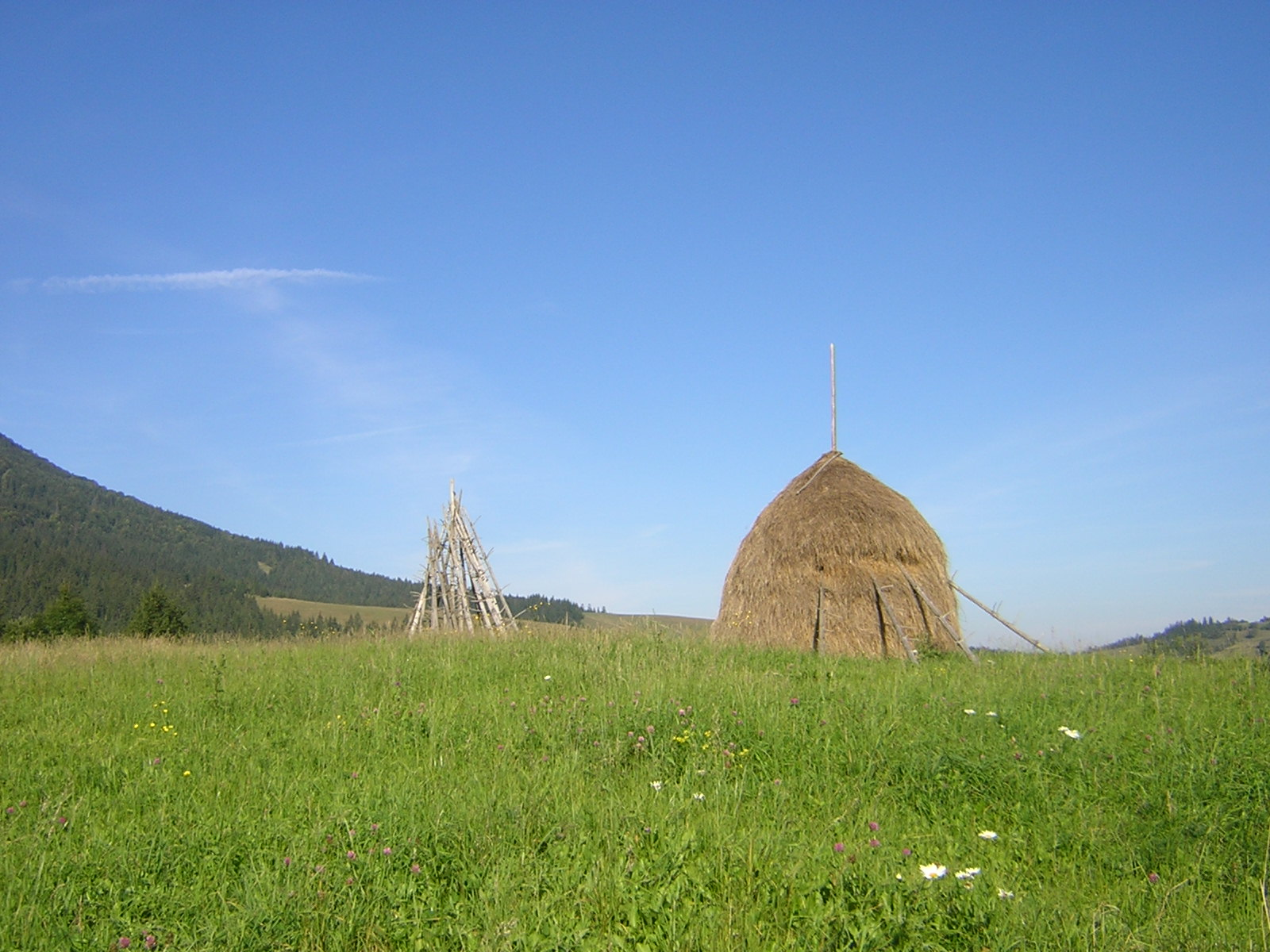
Récolte du foin dans l'Oblast de Transcarpatie.

L'agriculture ukrainienne est divisée en deux ensembles duaux :
- d'une part, de grandes exploitations tournées historiquement vers l'exportation, qui ont été conservées depuis la collectivisation soviétique des terres, et petit à petit reprises par des entreprises agroalimentaires, des coopératives, voire des riches fermiers individuels. L'Ukraine comprend environ 59 000 exploitations agricoles de ce type, dont 42 % d'exploitations individuelles. Les grandes exploitations publiques, privées et les coopératives représentent environ 16 000 exploitations. Au début 2005 11,6 % de ces exploitations possédaient moins de 100 ha des terres, 20 % de 100 à 500 ha, 15,6 % de 500 à 1000 ha, 20,3 % de 1000 à 2000 ha, 20 % plus de 2000 ha. La surface moyenne d'une exploitation mesurait 1300 ha. En ce qui concerne les petites exploitations agricoles, au début 2005 leur nombre était de 42 000, la surface des terres était de 3,2 millions hectares de terres labourées. La surface moyenne des petites exploitations est de 80 hectares.

- d'autre part des lopins de terre d'une taille inférieure à 5 hectares, qui assurent l'essentiel des besoins alimentaires ukrainiens en fruits et légumes, en viande et en produits laitiers.

À partir de 2007 où les prix mondiaux des céréales ont augmenté, d'énormes surfaces de 10 000 à 500 000 ha ont été achetées par des riches hommes d'affaires pour former des agro-holdings. En 2019, 160 exploitations sont de cette taille. 43 000 entreprises patronales ont entre 200 ha et 10 000 ha. À côté de ces grandes structures 5 millions d'exploitations de subsistance cultivent moins de 1 ha. Entre les deux peut-être plus d'un million d'exploitations ont entre 1 et 5 ha et quelques centaines de milliers entre 5 et 200 ha.
En 2014, 20 % de la SAU de l'Ukraine était cultivé par des exploitations de plus de 10 000 ha, 30 % par des exploitations de 1000 à 10 000 ha, 10 % par des exploitations de 100 à 1000 ha, 20 % par des exploitations de 5 à 100 ha et 20 % par des exploitations de moins de 5 ha.

## Géographie, sols et climats

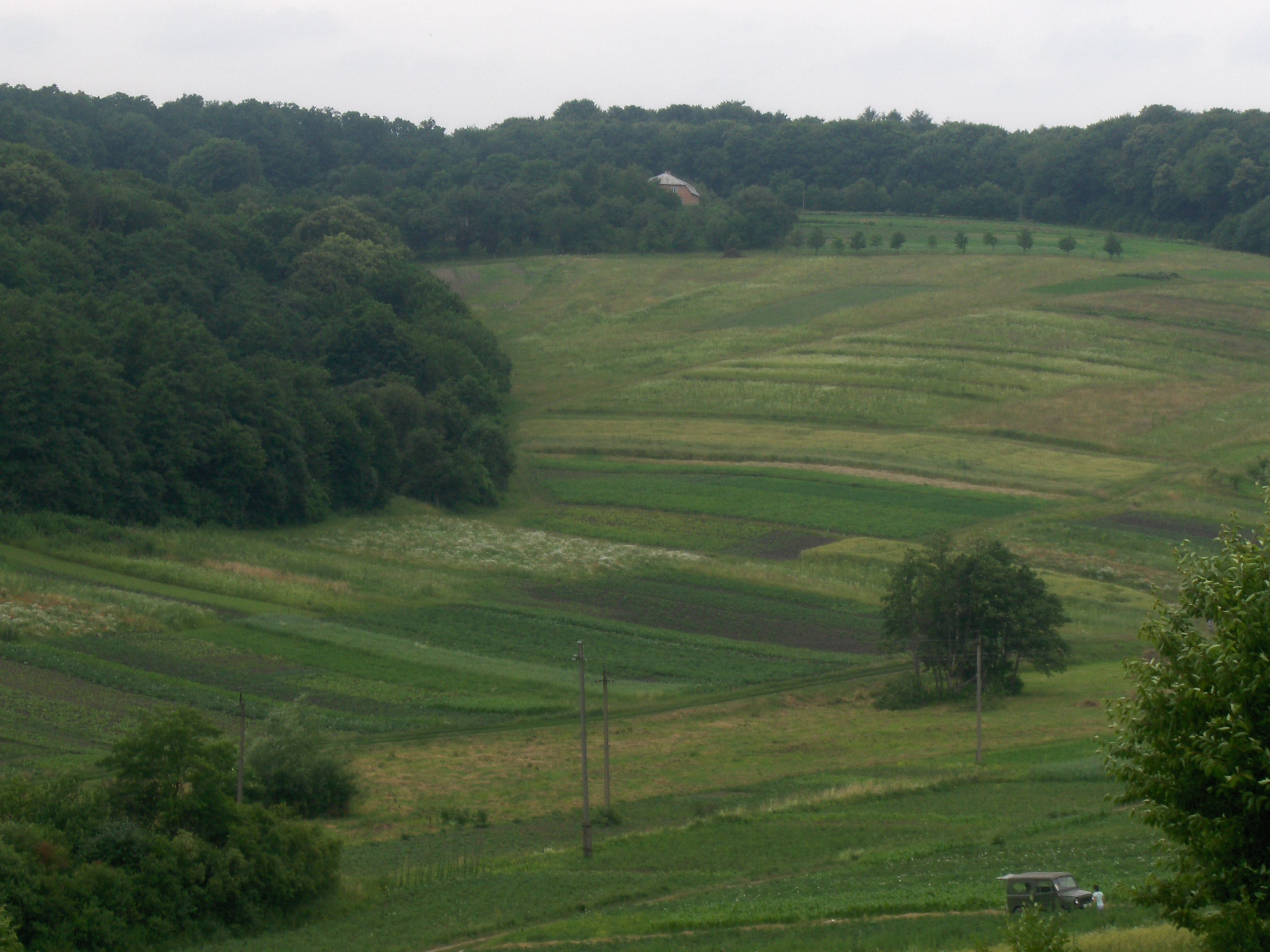
Champ dans l'oblast de Ternopil.

Le climat ukrainien est marqué par une assez grande continentalité sur une large partie du pays, bien que la façade de la mer Noire et de la Crimée ont un climat plus méditerranéen marqué par les sécheresses. 
Les sols ukrainiens sont caractérisés par une présence importante sur près de la moitié de leur surface de tchernoziom (aussi appelé terres noires), considéré comme particulièrement fertile.
La partie septentrional de l'Ukraine est caractérisée par des sols podzoliques, un climat humide et une végétation marécageuse ou boisée, ses principales productions étant la pomme de terre et la céréaliculture.  
Les régions aux latitudes intermédiaires, sont constituées de riches tchernozem, une végétation de steppes boisées fortement mises en valeur par la culture de céréales, de betteraves et de fourrages, grâce à une pluviométrie adéquate (500 à 650 mm). 
La partie méridionale du pays est caractérisée par des tchernozems pauvres, en raison d'une plus forte aridité de plus en plus croissante vers le sud, nécessitant souvent une irrigation pour la culture du maïs ou du tournesol. 
La Crimée est quant à elle polarisée par la production maraichère et la viticulture.

## Production

### Productions végétales
En 2018, l'Ukraine :
- était le cinquième producteur mondial de maïs (35,8 millions de tonnes), derrière les États-Unis, la Chine, le Brésil et l'Argentine ;
- était le huitième producteur de blé (24,6 millions de tonnes);
- était le troisième producteur mondial de pomme de terre (22,5 millions de tonnes), derrière la Chine et l'Inde ;
- était le premier producteur mondial de tournesol (14,1 millions de tonnes) ;
- était le septième producteur mondial de betterave à sucre (13,9 millions de tonnes), qui est utilisée pour produire sucre et éthanol ;
- était le septième producteur mondial d'orge (7,3 millions de tonnes) ;
- était le septième producteur mondial de colza (2,7 millions de tonnes) ;
- était le 13e producteur mondial de tomates (2,3 millions de tonnes) ;
- était le cinquième producteur mondial de chou (1,6 million de tonnes), derrière la Chine, l'Inde, la Corée du Sud et la Russie ;
- était le 11e producteur de pommes (1,4 million de tonnes) ;
- était le troisième producteur mondial de citrouille (1,3 million de tonnes), derrière la Chine et l'Inde ;
- était le sixième producteur mondial de concombre (985 000 tonnes) ;
- était le cinquième producteur mondial de carotte (841 000 tonnes), derrière la Chine, l'Ouzbékistan, les États-Unis et la Russie ;
- était le quatrième producteur mondial de pois séchés (775 000 tonnes), derrière le Canada, la Russie et la Chine ;
- était le septième producteur mondial de seigle (393 000 tonnes) ;
- était le troisième producteur mondial de sarrasin (137 000 tonnes), derrière la Chine et la Russie ;
- était le sixième producteur mondial de noix (127 000 tonnes) ;
- produisait 4,4 millions de tonnes de soja ;
- produisait 883 000 tonnes d'oignon ;
- produisait 467 000 tonnes de raisin ;
- produisait 418 000 tonnes d'avoine ;
- produisait 396 000 tonnes de pastèque ;
- produisait 300 000 tonnes de cerise.

En plus de petites productions d'autres produits agricoles.

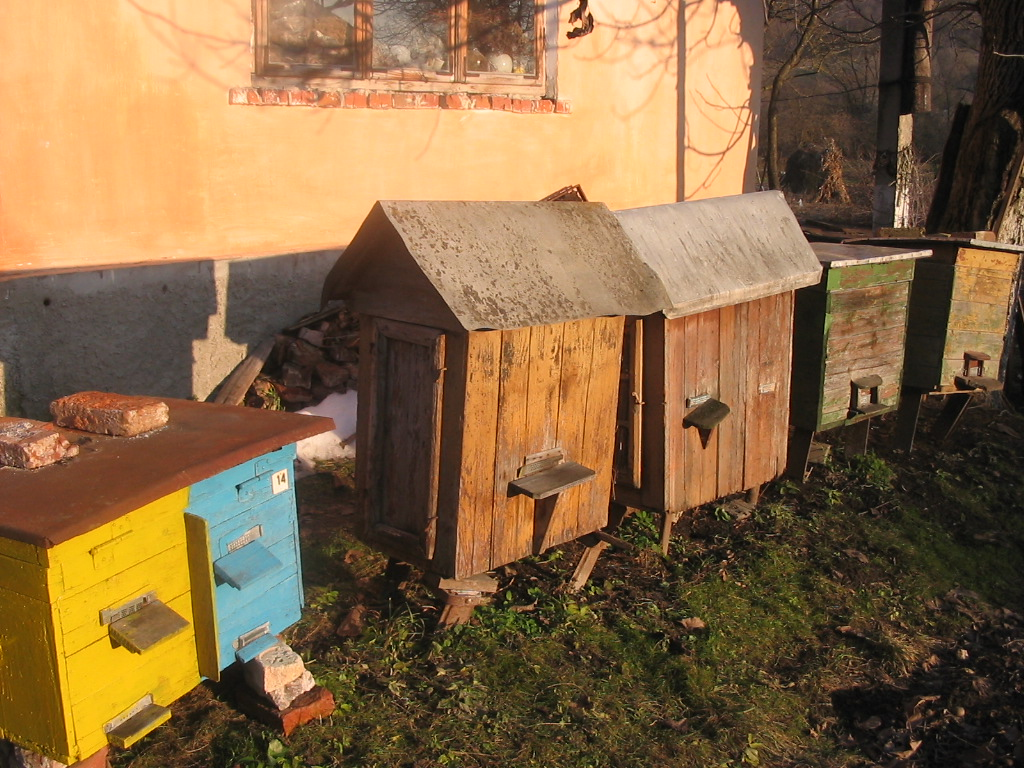
Ruches dans l'oblast de Ternopil.

La production céréalière a baissé depuis l'indépendance jusqu’aux années 2010, la production de blé est passée de 22 millions de tonnes en 1993 à 14 millions en 2006 avant de remonter à 24 millions en 2014 et celle de la betterave à sucre de 33,7 à 22,4 millions de tonnes. La production de viande est, elle, passée de 2,8 millions de tonnes en 1993 à 1,7 million en 2006. Les rendements moyens ukrainiens sont faibles, de l'ordre de 15 à 30 q/ha pour le blé.
La culture du maïs couvre environ 1,6 à 2 millions d'hectares, tout en étant passée de 2 300 000 tonnes en 1998 et de 1 700 000 tonnes en 1999 à 6 426 000 tonnes en 2006 et 7 424 000 tonnes en 2007. Les exportations de maïs sont d'environ 1 à 2,5 millions de tonnes.

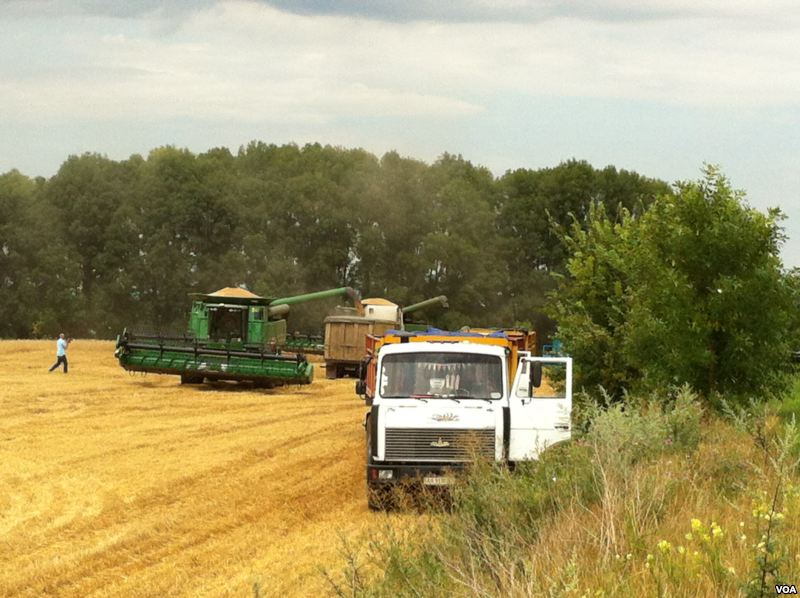
Récolte de blé en Ukraine, 2012.

La culture de l'orge couvre environ 4 à 5 millions d'hectares avec une production allant de 6 et 12 millions de tonnes, qui est le plus souvent destinée à servir de fourrage.
La culture du blé couvre environ 7 millions d'hectares avec une production pouvant atteindre les bonnes années les 20 millions de tonnes comme en 2002 et dépasser ce chiffre dans les années 2010. La consommation tourne autour des 11 millions de tonnes, le reste étant exporté. 
La culture des oléagineux se concentre sur le soja, le colza et le tournesol avec une importante exportation d'huile de tournesol, culture qui couvre environ 4 millions d'hectares et une production de 4 à 6 millions de tonnes. Le colza est la principale culture en expansion.
En 2014, malgré la guerre du Donbass et la perte de la Crimée, le pays a connu une récolte record avec un total de 63,8 millions de tonnes de céréales

### Élevage
Le secteur de l'élevage a subi d'importantes pertes depuis 1990, notamment de par la fermeture du marché russe, l'absence d'un marché intérieur solide, et une désorganisation du secteur qui a conduit à d'importants abattages. Par exemple le cheptel bovin est passé de 25 millions de têtes avant la chute de l'URSS à environ 5 millions 20 ans plus tard. Depuis lors le secteur ne connaît qu'une croissance modérée, y compris pour la production laitière. Les seules exceptions sont les secteurs de l'aviculture et de l'élevage porcin qui ont connu une croissance importante. Une des conséquences serait une baisse des apports de matières organiques dans les sols. L'intensification des cultures aurait fait diminuer la fertilité de 70 % des terres.
En 2024, plus de la moitié de la volaille ukrainienne est produite par la plus importante entreprise agroalimentaire d'Ukraine : Myronivskyi Hliboprodukt, dans des fermes-usines, soit environ trois cents millions de poulets par an.

### Importation et exportation
En 2000, l'Ukraine est importateur de 1,5 million de tonnes de blé et 0,4 million de tonnes de sucre, ainsi que de très importantes quantités de produits laitiers et de viande.
En 2002, l'Ukraine a exporté 32 % de sa production céréalière, alors que seulement 5 ans avant l'Ukraine était un importateur de produits alimentaires. Les exportations agricoles en 2005 ont ainsi représenté 4 milliards de dollars. En 2006 et 2007, à la suite de mauvaises récoltes et des cours mondiaux élevés, les autorités ont essayé de freiner les exportations de blé et de grains, dans le but de limiter les prix intérieurs. Même si, en 2006, l'Ukraine était le premier exportateur mondial d'orge et le 8e pour le blé.
En 2019, l'Ukraine est devenu le deuxième fournisseur de produits bio en Europe avec 324 000 tonnes dont 28 000 tonnes de miel bio. L'Ukraine est aussi le premier exportateur mondial d'huile de tournesol, le deuxième exportateur de colza, le quatrième exportateur de maïs, d'orge et de sorgho et le sixième exportateur de blé. En 2020, la production de céréales et oléagineux est de 80 millions de tonnes dont 54 millions sont exportés.

### Impact de la guerre sur l'agriculture ukrainienne (2022 -)
25 % des terres arables ne seraient plus cultivées à cause de la guerre essentiellement dans les régions libérées de l'est où des champs sont minés.  La mobilisation sur le front et les destructions matérielles ont affecté la production. 25 % des petites exploitations auraient réduit ou cessé leurs activités. La baisse des exportations oblige à stocker plus de volume ce qui représente un coût. C'est pourquoi des accords ont été signés avec l'Union européenne pour faciliter les exportations. Par ailleurs un accord céréalier a été trouvé avec la Russie pour continuer à exporter via les ports de la mer Noire à destination des pays d'Afrique et du Moyen-Orient mais il a été remis en cause par la Russie en juillet 2023.

## Sources